# 危宿二
危宿二，即飞马座θ（θ Peg，θ Pegasi）是一颗位于飞马座的恒星，距离地球约67光年。
危宿二是一颗主序星，恒星光谱A2 Vp型，视星等为3.53。恒星的半径是太阳半径的2.6倍，亮度是太阳亮度的25倍，表面有效温度约为7951K。
危宿二在西方的传统名字为Baham, 来自于阿拉伯语‎（Sa'd al Bahaim），意思为“家畜”。在中国古代星官系统中，危宿二属于北方玄武七宿中危宿危 (星官)第二星，这也是危宿二名字的来由。“危”意思是屋顶，危星官由三颗恒星组成，另外两颗恒星分别是危宿一（宝瓶座α）和危宿三（飞马座ε）。